# Saint-Gildas
Pour les articles homonymes, voir Saint-Gildas (homonymie).
Saint-Gildas [sɛ̃ʒilda] est une commune du département des Côtes-d'Armor, dans la région Bretagne, en France.

## Géographie
| Saint-Fiacre  |                | Boqueho   |
| Senven-Léhart | Saint-Gildas   | Le Leslay |
| Saint-Connan  | Le Vieux-Bourg |           |

### Hydrographie
Pour un article plus général, voir Réseau hydrographique des Côtes-d'Armor.
La commune est située dans le bassin Loire-Bretagne. Elle est drainée par la Villeneuve et la Bronce,,.
La Villeneuve, d'une longueur de 12 km, prend sa source dans la commune du Vieux-Bourg et se jette  dans le Trieux à Saint-Connan, après avoir traversé cinq communes. 

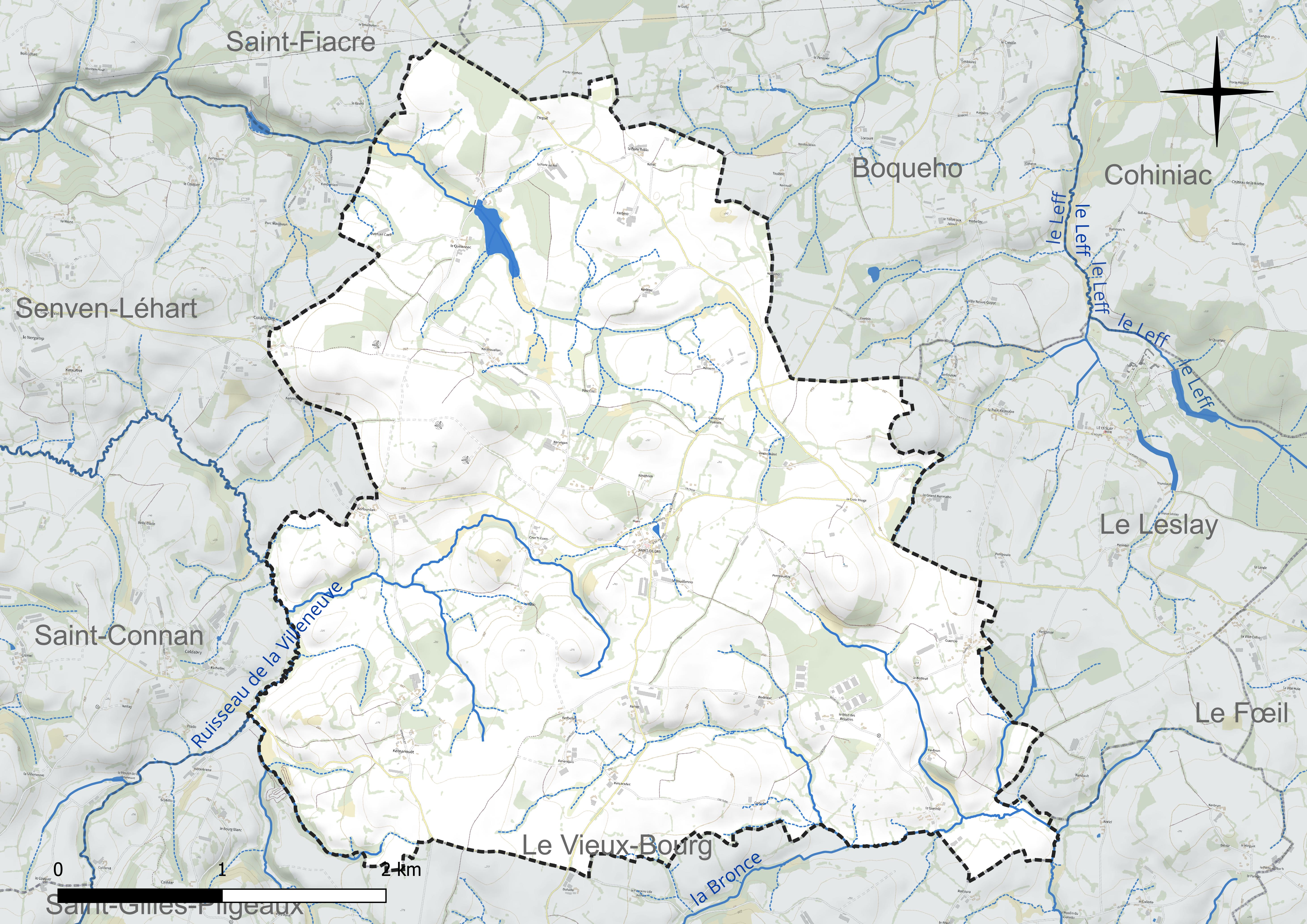
Réseau hydrographique de Saint-Gildas.

### Climat
Pour des articles plus généraux, voir Climat de la Bretagne et Climat des Côtes-d'Armor.
En 2010, le climat de la commune est de type climat océanique franc, selon une étude du CNRS s'appuyant sur une série de données couvrant la période 1971-2000. En 2020, Météo-France publie une typologie des climats de la France métropolitaine dans laquelle la commune est exposée à un climat océanique et est dans la région climatique Finistère nord, caractérisée par une pluviométrie élevée, des températures douces en hiver (6 °C), fraîches en été et des vents forts. Parallèlement l'observatoire de l'environnement en Bretagne publie en 2020 un zonage climatique de la région Bretagne, s'appuyant sur des données de Météo-France de 2009. La commune est, selon ce zonage, dans la zone « Intérieur », exposée à un climat médian, à dominante océanique.
Pour la période 1971-2000, la température annuelle moyenne est de 10,7 °C, avec une amplitude thermique annuelle de 11,5 °C. Le cumul annuel moyen de précipitations est de 992 mm, avec 14,9 jours de précipitations en janvier et 7,9 jours en juillet. Pour la période 1991-2020, la température moyenne annuelle observée sur la station météorologique la plus proche, située sur la commune de Kerpert à 11 km à vol d'oiseau, est de 10,8 °C et le cumul annuel moyen de précipitations est de 1 088,9 mm,. Pour l'avenir, les paramètres climatiques de la commune estimés pour 2050 selon différents scénarios d'émission de gaz à effet de serre sont consultables sur un site dédié publié par Météo-France en novembre 2022.

## Urbanisme

### Typologie
Au 1er janvier 2024, Saint-Gildas est catégorisée commune rurale à habitat très dispersé, selon la nouvelle grille communale de densité à 7 niveaux définie par l'Insee en 2022.
Elle est située hors unité urbaine et hors attraction des villes,.

### Occupation des sols
L'occupation des sols de la commune, telle qu'elle ressort de la base de données européenne d’occupation biophysique des sols Corine Land Cover (CLC), est marquée par l'importance des territoires agricoles (100 % en 2018), une proportion sensiblement équivalente à celle de 1990 (99,6 %). La répartition détaillée en 2018 est la suivante : zones agricoles hétérogènes (53,2 %), terres arables (26,9 %), prairies (20 %). L'évolution de l'occupation des sols de la commune et de ses infrastructures peut être observée sur les différentes représentations cartographiques du territoire : la carte de Cassini (XVIIIe siècle), la carte d'état-major (1820-1866) et les cartes ou photos aériennes de l'IGN pour la période actuelle (1950 à aujourd'hui).

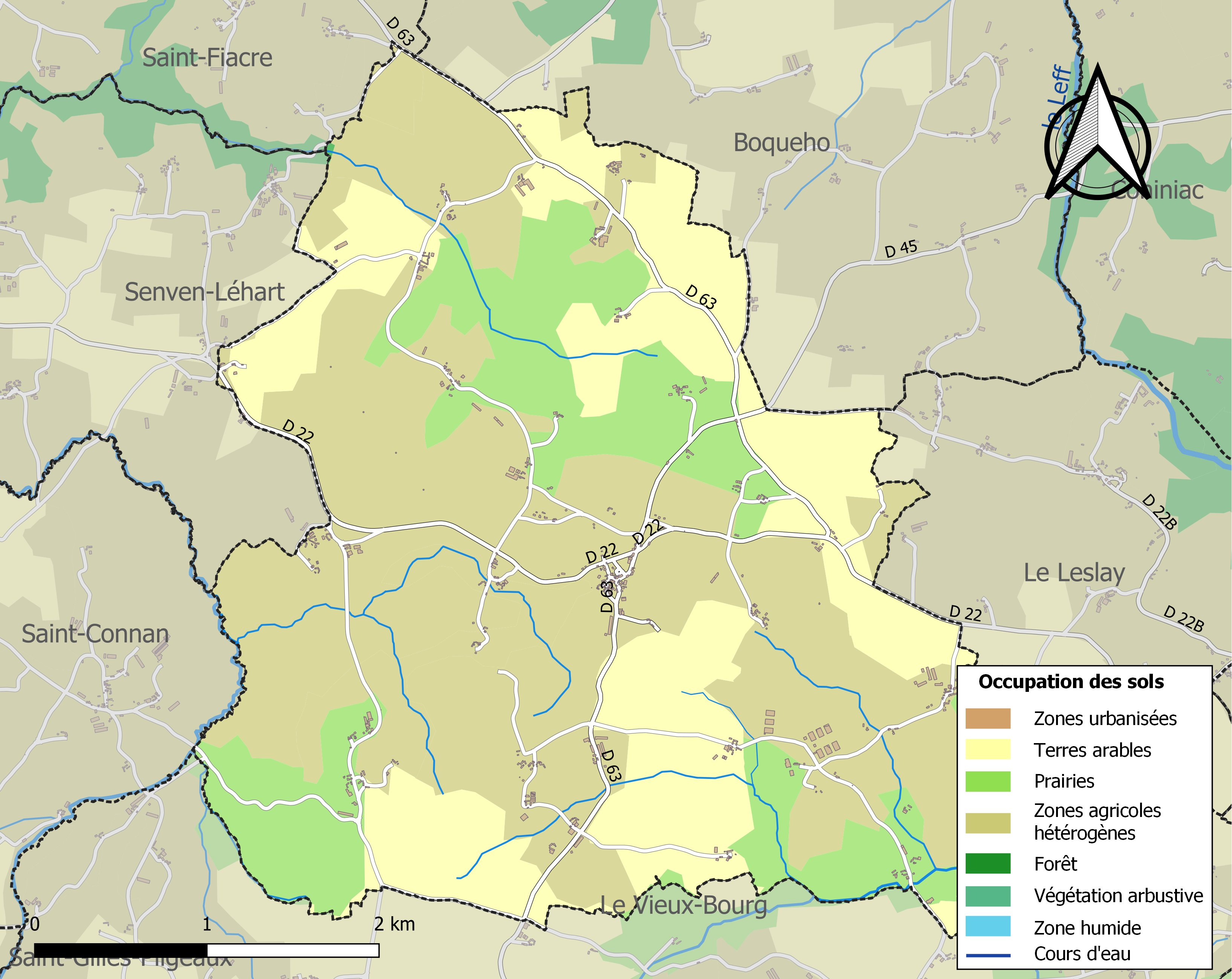
Carte des infrastructures et de l'occupation des sols de la commune en 2018 (CLC).

## Toponymie
Le nom de la localité est attesté sous les formes Saint Gueltas en 1597 et en 1630, Saint Gildas en 1670.
Saint-Gildas vient de saint Gildas, l'abbé-fondateur de l'abbaye de Rhuys (Morbihan) ou d'un simple abbé du monastère de Rhuys nommé Gildas et venu d'Angleterre au VIe siècle. Les deux saints sont fréquemment confondus.
Le nom en breton de la localité proposé par l'OPLB est Sant-Weltaz, mais il est attesté localement sous la forme Zeltaz.
Ses habitants sont appelés les Gildasiens et les Gildasiennes.

### Temps modernes

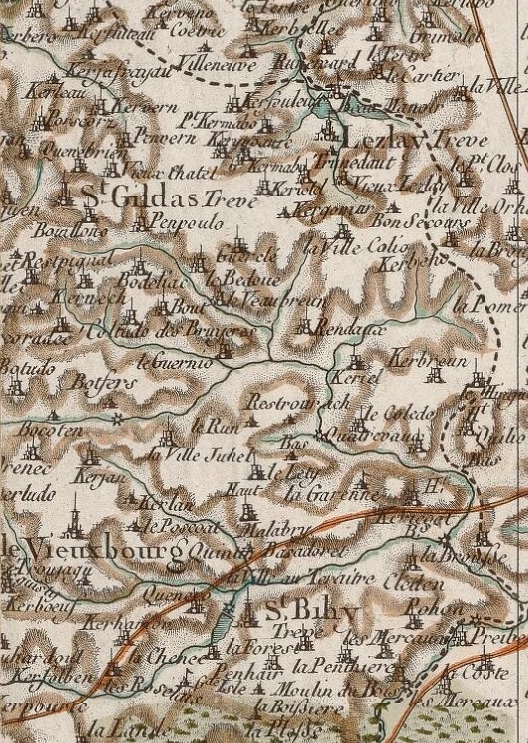
Carte de Cassini de Le Vieux-Bourg, Saint-Gildas et Le Leslay (1787).

## Histoire

### La Révolution française
Au cours de la Révolution française, la commune porta provisoirement le nom de Gildas-du-Chaneau.

### LeXXesiècle

#### La Première Guerre mondiale
Le monument aux morts de Saint-Gildas porte les noms de 33 soldats morts pour la Patrie pendant la Première Guerre mondiale.

#### La Seconde Guerre mondiale
Le monument aux morts de Saint-Gildas porte les noms de 6 personnes mortes pour la France pendant la Seconde Guerre mondiale.

## Politique et administration
| Période                                  | Période   | Identité       | Étiquette | Qualité                     |
| ---------------------------------------- | --------- | -------------- | --------- | --------------------------- |
| Les données manquantes sont à compléter. |           |                |           |                             |
| 1945                                     | mars 1971 | André Plévin   | SFIO      |                             |
| mars 1971                                | mars 1983 | Roger Plévin   | PSU       | Garagiste Fils du précédent |
| mars 1983                                | mars 2001 | Félix Guilloux |           |                             |
| mars 2001                                | mars 2008 | Brigitte Grall |           |                             |
| mars 2008                                | En cours  | Annie Simon    | PS        | Technicienne de laboratoire |

## Démographie
L'évolution du nombre d'habitants est connue à travers les recensements de la population effectués dans la commune depuis 1793. Pour les communes de moins de 10 000 habitants, une enquête de recensement portant sur toute la population est réalisée tous les cinq ans, les populations de référence des années intermédiaires étant quant à elles estimées par interpolation ou extrapolation. Pour la commune, le premier recensement exhaustif entrant dans le cadre du nouveau dispositif a été réalisé en 2004.

En 2022, la commune comptait 242 habitants, en évolution de −12,95 % par rapport à 2016 (Côtes-d'Armor : +1,78 %, France hors Mayotte : +2,11 %).
| 1793 | 1800 | 1806 | 1821 | 1831 | 1841 | 1846 | 1851 | 1856 |
| ---- | ---- | ---- | ---- | ---- | ---- | ---- | ---- | ---- |
| 848  | 799  | 960  | 797  | 796  | 708  | 799  | 764  | 784  |

| 1861 | 1866 | 1872 | 1876 | 1881 | 1886 | 1891 | 1896 | 1901 |
| ---- | ---- | ---- | ---- | ---- | ---- | ---- | ---- | ---- |
| 742  | 740  | 686  | 705  | 682  | 711  | 729  | 702  | 686  |

| 1906 | 1911 | 1921 | 1926 | 1931 | 1936 | 1946 | 1954 | 1962 |
| ---- | ---- | ---- | ---- | ---- | ---- | ---- | ---- | ---- |
| 706  | 699  | 668  | 602  | 525  | 535  | 525  | 476  | 435  |

| 1968 | 1975 | 1982 | 1990 | 1999 | 2004 | 2006 | 2009 | 2014 |
| ---- | ---- | ---- | ---- | ---- | ---- | ---- | ---- | ---- |
| 409  | 351  | 330  | 277  | 257  | 252  | 249  | 295  | 279  |

| 2019 | 2022 | - | - | - | - | - | - | - |
| ---- | ---- | - | - | - | - | - | - | - |
| 251  | 242  | - | - | - | - | - | - | - |

## Lieux et monuments
- Menhir de Kernanouët, inscrit au titre des monuments historiques en 1965[25].
- Église Saint-Gildas.

## Personnalités liées à la commune
Alexis Carrel (1873-1944), chirurgien et biologiste français, Prix Nobel en 1912 et auteur d'importantes découvertes sur la culture des tissus[réf. nécessaire].